# Жогин, Селиверст Евдокимович
Селиверст Евдокимович Жогин (1912—1944) — командир взвода противотанковых ружей 520-го стрелкового полка 167-й Сумско-Киевской стрелковой дивизии 38-й армии 1-го Украинского фронта, Герой Советского Союза.

## Биография
Родился в 1912 году в станице Прочноокопская Новокубанского района Краснодарского края в семье крестьянина-казака.
Образование 2 класса. С начала 20-х годов жил в Свердловской области. Работал в колхозе.
В Красной Армии с сентября 1941 года. В боях Великой Отечественной войны с июля 1942 года. Был наводчиком, командиром взвода и роты противотанковых ружей. Воевал на Воронежском, 1-м и 2-м Украинских фронтах.
Участвовал в боях на Дону, на северных окраинах Воронежа и на Верейских высотах, в Воронежско-Касторненской операции, в битве на Курской дуге, в освобождении Левобережной Украины, форсировании Днепра, освобождении Киева, Корсунь-Шевченковской, Уманско-Ботошанской и Львовско-Сандомирской наступательных операциях.
В боях был дважды ранен.
При освобождении Киева 5-6 ноября 1943 года подбил 5 танков противника и уничтожил до 30 гитлеровцев.
Указом Президиума Верховного Совета СССР «О присвоении звания Героя Советского Союза генералам, офицерскому, сержантскому и рядовому составу Красной Армии» от 10 января 1944 года за «образцовое выполнение боевых заданий командования на фронте борьбы с немецко-фашистскими захватчиками и проявленные при этом отвагу и геройство» удостоен звания Героя Советского Союза с вручением ордена Ленина и медали «Золотая Звезда».
Погиб в бою 16 июля 1944 года при отражении танкового контрудара противника в районе села Озеряны Тернопольской области. Похоронен в братской могиле в городе Зборов.